# Ferrierita-Mg
La ferrierita-Mg es un mineral silicato, una  zeolita del grupo de la ferrierita. Es el miembro del grupo en el que el magnesio es el catión intercambiable dominante. Otros miembros del grupo son la ferrierita-K, la ferrierita-Na y la ferrierita-NH4. El nombre de ferrierita es un homenaje a Walter Frederick Ferrier, mineralogista del Geological Survey of Canada, que encontró en el Lago Kamloops, Kamloops Mining Division, Columbia Británica (Canadá), los ejemplares en los que se caracterizó la ferrierita como una especie mineral. Posteriormente se separaron diferentes especies, según cual fuera el catión dominante. La localidad tipo de la Ferrierita-Mg es la localidad original de la ferrierita primitiva

## Propiedades físicas y químicas
La ferrierita-Mg se encuentra habitualmente como agrupaciones de microcristales tabulares finos, de contorno rectangular, agrupados de forma divergente. Tiene brillo vítreo o perlado, y es transparente o traslúcida. Además del catión dominante, suele contener cantidades menores de sodio, potasio y a veces de elementos alcalinotérreos.

## Yacimientos
La ferrierita-Mg es un mineral relativamente poco común, conocido en alrededor de una treintena de localidades en el mundo. Aparece en vesículas de basaltos alterados, en andesitas y en sedimentos tufáceos. Se encuentra asociada a otras zeolitas, calcedonia y calcita. Además de en la localidad tipo, se encuentran ejemplares interesantes en la cantera de basalto de Weitendorf, Wildon, Estiria (Austria), y en diversas localidades sicilianas. En España aparece junto con clinoptilolita, en una brecha piroclástica de andesitas anfibólicas en Los Escullos, Níjar (Almería).